# デス・レース2000年
『デス・レース2000年』（Death Race 2000）は、1975年にアメリカ合衆国で製作されたカルト映画である。無名時代のシルヴェスター・スタローンが出演していたことでも知られている。

## 概要
カルト映画の奇才であるポール・バーテルが監督、B級映画の帝王であるロジャー・コーマンが製作、デヴィッド・キャラダインほか、『ロッキー』により人気を博したシルヴェスター・スタローンのブレイク直前の出演作品であり、低価格なギャラで主役のライバルを演じている。国民から絶大な人気を誇る“デス・レース”が開催され、優勝に意気込む5組のレーサーたちが死闘を繰り広げる本作だが、レース中に人を殺せばポイントを獲得できるなどという過激な内容と、随所に満載されたコミカルなブラック・ユーモアが支持されて製作されてから50年以上経つ今もなお、カルト的な人気を誇っている。
コーマンは後年スタローンが大成功を収め、その半年前に出演した本作がカルト映画として人気を博したことについて「あれは安い買い物だった」と発言している。

## あらすじ
西暦2000年、その年も国民から絶大な人気を誇る“デス・レース”が開催される。ニューヨークからロサンゼルスまでの距離を競うため、奇抜な武装を装着したレーシング・カーに乗り5組のレーサーたちがスタート地点の競技場に登場した。ナチスの恋人と称されるマチルダ、暴君ネロが操縦するライオン号、西部劇風のカラミティ・ジェーンが乗る雄牛号、レースの嫌われ者こと人呼んでマシンガン・ジョー（シルヴェスター・スタローン）、そして去年の優勝者でレースの人気者フランケンシュタイン（デヴィッド・キャラダイン）とその新しいナビゲーターのアニー（シモーネ・グリフェス）。
このレースには、競技中に一般市民を轢き殺せば年齢や性別に応じてポイントが加算されるというルールがあり、レーサーたちは次々と市民を轢き殺しながら我先にとゴールへ直進する。ところが間違って主催側の人間をひき殺してしまい、これでレースも中止かと思われたが、それでもポイントは加算されると発表されレースは泥沼と化す。そのころ、レースに異議を唱える反政府組織の計画も着々と進む。
レースの道中でフランケンシュタインはアニーがレジスタンス組織の一員であることに気づくが、彼もまた彼女に大統領暗殺を秘めているということを告白する。
フランケンシュタインはレースに勝利し、そしてそのセレモニーで大統領に接見した際に目論見通り暗殺を成功させる。
それからフランケンシュタインが大統領に就任することとなり、これまでとは違う暴力のない国にしていくことを宣言。デス・レースによって名を成したはずの人物がそれを掲げることに疑念を挟むリポーターもいた。レポーターは「殺戮、殺戮、殺戮、それがアメリカン・ウェイ・オブ・ライフだ」とフランケンシュタインの前に立ちはだかる。フランケンシュタインはアニーとともに車に乗り込みそのリポーターを轢いて去っていく。

## キャスト
| 役名                         | 俳優                       | TV版吹替 |
| ---------------------------- | -------------------------- | -------- |
| フランケンシュタイン         | デヴィッド・キャラダイン   | 中田浩二 |
| アニー・スミス               | シモーネ・グリフェス       | 小宮和枝 |
| マシンガン・ジョー           | シルヴェスター・スタローン | 玄田哲章 |
| カラミティ・ジェーン         | メアリー・ウォロノフ       |          |
| マチルダ                     | ロバータ・コリンズ         | 横尾まり |
| ネロ                         | マーティン・コーヴ         | 石丸博也 |
| マイラ                       | ルイザ・モリッツ           |          |
| ジュニア・ブルース           | ドン・スティール           | 村山明   |
| グレイス・パンダー           | ジョイス・ジェイムソン     |          |
| メカニック                   | ジョン・ランディス         |          |
| フランケンシュタインの主治医 | ポール・バーテル           |          |

- TV版吹替：2012年に発売されたBlu-ray Disc、新盤DVDに収録。

## スタッフ
- 監督：ポール・バーテル
- 製作：ロジャー・コーマン
- 原作：イブ・メルキオール
- 脚本：ロバート・トム、リチャード・グリフィス
- 撮影：タク・フジモト
- 音楽：ポール・チハラ

## その他
1978年6月、アメリカのエキシディで開発され、日本ではボナンザ・エンタープライズにより製造されていたアーケードゲーム『デスレース』の製造業者らが神奈川県警により摘発された。同ゲームは自動車のハンドルを操作して映像の歩行者を轢き殺し、その数を競うというもので、映画の内容と共通するものがあった。容疑は同製品が形式認可を受けていないことを捉えたものであり、ゲーム内容自体の違法性を問うものではなかった。